# 下瓦尔默纳赫
下瓦尔默纳赫是德国莱茵兰-普法尔茨州的一个市镇。总面积6.86平方公里，总人口406人，其中男性207人，女性199人（2011年12月31日），人口密度59人/平方公里。